# 斯諾里·斯蒂德呂松

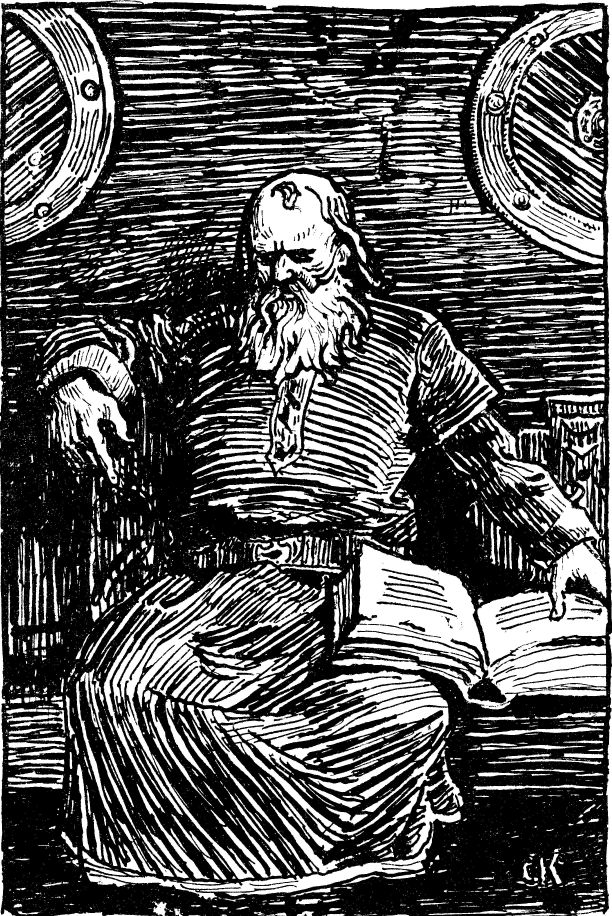
斯諾里·斯蒂德呂松

斯諾里·斯蒂德呂松（冰島文：Snorri Sturluson，或譯斯諾里·斯圖魯松，1178或1179年—1241年9月23日）是冰島歷史學家、政治家、詩人。他三度獲選為冰島國會的法律顧問。他有著作《埃達》。后人将他的著作称为《散文埃達》或称《新埃达》，以便与古代冰岛的同名歌谣集《诗体埃达》或称《旧埃达》相区别。另外有重要的作品《挪威王列傳》。

## 内容
《埃達》以散文體記錄古代北歐神話與史詩。